# José María Calleja
José María Calleja   (Lleó, 16 de maig de 1955 - Madrid, 21 d'abril de 2020) fou un periodista, escriptor i professor universitari espanyol.
Fins al desembre de 2010 va ser redactor en cap de CNN+, canal en què presentava el programa El Debate des de 1999. A més de col·laborar en diferents diaris i programes de ràdio i televisió, compaginava la seva tasca en els mitjans de comunicació amb la de professor de Periodisme a la Universitat Carles III de Madrid.

## Biografia
Nascut a Ponferrada (província de Lleó), amb dos anys es va traslladar a viure a Valladolid. Entre 1973 i 1974, amb divuit anys, va estar a la presó per oposició al règim franquista. Es llicencià en Història per la Universitat de Valladolid i es doctorà en Ciències de la Informació per la Universitat Complutense de Madrid. Es traslladà al País Basc, on començaria la seva carrera periodística a principis de la dècada de 1980 a la delegació de l'Agència EFE al País Basc. Després del seu pas per EFE, va estar treballant durant set anys a Euskal Telebista, on va començar a rebre amenaces per part d'ETA. En un primer moment va estar sense protecció policial, fins que es va produir l'atemptat terrorista del 23 de gener de 1995, en què va ser assassinat el polític popular Gregorio Ordóñez; les Forces i Cossos de Seguretat de l'Estat el van informar que era objectiu dels etarres, i des de llavors ha viscut sota la protecció d'escortes.
Des de la dècada de 1990, ha estat assidu col·laborador en tertúlies polítiques en televisió i ràdio. Destaca el seu pas per programes de debat com La respuesta (2003-2004) i Ruedo ibérico, ambdós a Antena 3; 59 segundos (2004-2012), de Televisió Espanyola; Al rojo vivo (2011) a laSexta2 o El gran debate (2012-2013) a Telecinco. A més, entre 1999 i 2010 va dirigir i presentar el programa El debate de CNN+ a la cadena homònima. Des de setembre de 2011 col·labora al magazine Las mañanas de Cuatro com a tertulià. En la ràdio, col·labora des de 2010 en els programes d'Onda Cero La brújula, Herrera en la onda i Julia en la onda.
Va ser professor del Departament de Periodisme i Comunicació Audiovisual de la Universitat Carles III de Madrid.

## Obra publicada
- 1997: Contra la barbarie. Un alegato en favor de las víctimas de ETA. Editorial: Temas de Hoy. Primer llibre escrit per un periodista espanyol sobre les víctimes d'ETA
- 1999: La diáspora vasca. Historia de los vascos condenados a irse de Euskadi por culpa del terrorismo de ETA. Editorial El País Aguilar.
- 2001: Arriba Euskadi. La Vida Diaria en el País Vasco. Espasa Calpe. Premi Espasa d'assaig.
- 2003: Héroes a su pesar. Crónicas de los que luchan por la libertad. Editorial Espasa.
- 2006: Algo habrá hecho. Odio, muerte y miedo en Euskadi. Editorial Espasa Calpe.
- 2006: La derrota de ETA. De la primera a última víctima. En col·laboració amb Ignacio Sánchez-Cuenca. Editorial Adhara Publicaciones.
- 2006: Qué hacemos con los inmigrantes. Editorial Espasa.
- 2007: Castro, Mentira Barbuda. La transición de Cuba a la Democracia. Editorial Espasa Calpe.
- 2008: Cuatro años de crispación. Cuando la derecha se echó a la calle. Editorial Espejo de Tinta.
- 2008: Para la libertad. Ediciones Turpial.
- 2009: El Valle de los Caidos. Editorial Espasa.
- 2013: La violencia como noticia editorial Catarata.

En col·laboració
- 2003: ¡Basta ya!. Contra el nacionalismo obligatorio. Editorial Santillana
- 2003: Terrorismo, víctimas y medios de comunicación. Fundación Víctimas del Terrorismo.
- 2004: Estrategias de la desinformación. Conselleria de Cultura, Educació i Esport. Generalitat Valenciana.
- 2004: Gritos de libertad La Esfera de los libros.
- 2011: Estudios sobre la violencia. Editorial Tirant lo Blanc.

## Premis i reconeixements
- 2001: Premi Espasa d'Assaig per Arriba Euskadi. La Vida Diaria en el País Vasco (2001)
- 2003: Medalla del Mèrit Constitucional
- 2008: Premi Agustín Merello de l'Asociación de la Prensa de Cádiz
- 2005: VIII Premi a la Convivència Miguel Angel Blanco.